# Meredith P. Snyder
Meredith P. Snyder (né le 22 octobre 1859 à Winston-Salem, mort le 7 avril 1937) est un homme d'affaires et homme politique américain démocrate.
Il a été maire de Los Angeles durant quatre mandats, en 1896–1898, 1900–1902-1904 et 1919–1921.
Il était président de la California Guarantee Corporation et de la Texas Gasoline Company.
Il est mort d'une attaque cardiaque à son domicile.